# Parupeneus
Parupeneus är ett släkte av fiskar. Parupeneus ingår i familjen mullefiskar.

## Dottertaxa tillParupeneus, i alfabetisk ordning[1]
- Parupeneus angulatus
- Parupeneus barberinoides
- Parupeneus barberinus
- Parupeneus biaculeatus
- Parupeneus chrysonemus
- Parupeneus chrysopleuron
- Parupeneus ciliatus
- Parupeneus crassilabris
- Parupeneus cyclostomus
- Parupeneus diagonalis
- Parupeneus forsskali
- Parupeneus fraserorum
- Parupeneus heptacanthus
- Parupeneus indicus
- Parupeneus insularis
- Parupeneus jansenii
- Parupeneus louise
- Parupeneus macronemus
- Parupeneus margaritatus
- Parupeneus minys
- Parupeneus moffitti
- Parupeneus multifasciatus
- Parupeneus nansen
- Parupeneus orientalis
- Parupeneus pleurostigma
- Parupeneus porphyreus
- Parupeneus posteli
- Parupeneus procerigena
- Parupeneus rubescens
- Parupeneus seychellensis
- Parupeneus signatus
- Parupeneus spilurus
- Parupeneus trifasciatus